# Ocean's Eleven (película de 1960)
Ocean's Eleven, llamada en español Once a la medianoche en Hispanoamérica y La cuadrilla de los once en España, es la película original de 1960 sobre la que se ha hecho un remake en 2001. En esta película coincidieron varios de los artistas que integraban lo que se conocía como el Rat Pack: Frank Sinatra, Dean Martin, Peter Lawford y Sammy Davis, Jr. El Rat Pack era un grupo de artistas que componían la élite de Las Vegas del momento. Tenían estrechos contactos con el mundo de la mafia e incluso tenían participaciones en algunos casinos. 
La película se rodó entre enero y marzo de 1960.

## Argumento
Un grupo de once amigos que combatieron juntos durante la II Guerra Mundial se reúnen quince años después para elaborar un plan perfecto para robar cinco casinos de Las Vegas en una sola noche.

## Reparto
- Frank Sinatra como Danny Ocean.
- Dean Martin como Sam Harmon.
- Sammy Davis Jr. como Josh Howard.
- Peter Lawford como Jimmy Foster.
- Angie Dickinson como Beatrice Ocean.
- Richard Conte como Anthony Bergdorf.
- Cesar Romero como Duke Santos.
- Patrice Wymore como Adele Ekstrom.
- Joey Bishop como 'Mushy' O'Connors.
- Akim Tamiroff como Spyros Acebos.
- Henry Silva como Roger Corneal.
- Ilka Chase como Señora Restes.
- Buddy Lester como Vince Massler.
- Richard Benedict como 'Curly' Steffans.
- Jean Willes como Señora Bergdorf.
- Norman Fell como Peter Rheimer.
- Clem Harvey como Louis Jackson.
- Hank Henry como Señor Kelly.
- Robert Foulk como Sheriff Wimmer.
- Red Skelton como Gambler.
- George Raft como Jack Strager.

## Otros créditos
- Fecha de estreno: La película se estrenó en Nueva York y Los Ángeles el 10 de agosto de 1960, aunque el estreno oficial a nivel mundial tuvo lugar en Las Vegas siete días antes, el 3 de agosto.
- Productora: Dorchester Productions para Warner Bros. Pictures
- Distribuidora: Warner Bros. Pictures
- Color: Technicolor
- Sonido: RCA Sound System
- Sonido: M.A. Merrick
- Asistente de dirección: Richard Benedict
- Asistente de dirección: Ray Gosnell Jr. y Richard Lang
- Montaje: Philip W. Anderson
- Diseño de título: Saul Bass
- Dirección artística: Nicolai Remisoff
- Decorados: Howard Bristol
- Diseño de vestuario: Howard Shoup
- Maquillaje: Gordon Bau y Robert J. Schiffer

## Premios
- Cuarto lugar en la lista de los premios Golden Laurel como Mejor película de acción.
- Nominaciones a los premios que concede el Gremio de Escritores de América Harry Brown y Charles Lederer.